# HMS Black Prince (81)
HMS Black Prince (81) là một tàu tuần dương hạng nhẹ của Hải quân Hoàng gia Anh thuộc lớp Dido được đưa ra hoạt động trong Chiến tranh Thế giới thứ hai. Sau chiến tranh, nó được cho Hải quân Hoàng gia New Zealand mượn, trở thành chiếc HMNZS Black Prince. Chiếc tàu tuần dương được đưa vào ụ tàu để hiện đại hóa vào năm 1947, nhưng vào tháng 4, thủy thủ của nó bỏ tàu trong một loạt các cuộc binh biến; hậu quả thiếu hụt nhân lực từ các sự kiện này khiến cho việc hiện đại hóa bị hủy bỏ, và Black Prince được đưa về lực lượng dự bị cho đến năm 1953. Con tàu lại bị ngừng hoạt động hai năm sau đó, và được trao trả cho Hải quân Hoàng gia Anh vào năm 1961. Black Prince không trở lại phục vụ nữa, nó được kéo từ Auckland đến Osaka để tháo dỡ vào năm 1962.

## Thiết kế và chế tạo
Black Prince được chế tạo theo một thiết kế của lớp Dido được cải tiến, đôi khi gọi là Dido Nhóm 2 hoặc nhóm phụ Bellona, chỉ với bốn tháp pháo 5,25 inch thay vì năm, và một dàn hỏa lực phòng không được cải tiến. Nó được chế tạo tại xưởng đóng tàu của hãng Harland & Wolff ở Belfast, Bắc Ireland; được đặt lườn vào ngày 1 tháng 12 năm 1939. Nó được hạ thủy vào ngày 27 tháng 8 năm 1942, và đưa ra hoạt động vào ngày 30 tháng 11 năm 1943.
Black Prince được đặt tên theo Hoàng tử Edward (1330-1376), người con trai lớn nhất của Vua Edward III.

## Lịch sử hoạt động

### Hải quân Hoàng gia Anh
Khi được đưa vào hoạt động, Black Prince phục vụ hộ tống cho các đoàn tàu vận tải Bắc Cực. Sau đó nó tiến về phía Nam chuẩn bị cho cuộc đổ bộ lên Châu Âu, được huy động vào các chiến dịch tấn công càn quét các hoạt động vận tải của Đức dọc bờ biển. Trong đêm 25-26 tháng 4 năm 1944, được các tàu khu trục tháp tùng, nó tham gia hoạt động vốn đã đánh chìm tàu phóng lôi T29 và làm hư hại các chiếc T24 và T27 ngoài khơi bờ biển phía Bắc Brittany.
Trong cuộc đổ bộ Normandy, nó nằm trong thành phần Lực lượng "A" của Lực lượng Đặc nhiệm 125 hỗ trợ cho bãi Utah. Lực lượng đặc nhiệm 125 lúc này bao gồm thiết giáp hạm USS Nevada, các tàu tuần dương USS Quincy, USS Tuscaloosa, Black Prince, tàu monitor HMS Erebus cùng nhiều tàu khu trục và tàu khu trục hộ tống. Mục tiêu của Black Prince là khẩu đội pháo phòng thủ duyên hải tại Morsalines. Đến tháng 8, nó di chuyển đến Địa Trung Hải tham gia Chiến dịch Dragoon, cuộc đổ bộ lên miền Nam nước Pháp. Sau đó nó lại được gửi đến vùng biển Aegean vào tháng 9 năm 1944. Đến ngày 8 tháng 9, Black Prince đi đến Alexandria, Ai Cập, nơi nó được lệnh càn quét khu vực chung quanh Scarpanto và vịnh Salonica. Trong một dịp, nó đã bắn phá sân bay tại Maleme trên đảo Crete nhằm ngăn chặn máy bay Đức cất cánh từ đây.
Ngày 21 tháng 11 năm 1944, Black Prince rời Alexandria, đi qua kênh đào Suez để tiến vào Hồng Hải rồi tiếp tục đi Ấn Độ Dương. Nó đi đến Colombo thuộc Ceylon vào ngày 30 tháng 11 để gia nhập Hạm đội Viễn Đông nơi nó hộ tống cho Chiến dịch Meridian, cuộc không kích của các tàu sân bay xuống các giếng dầu và cơ sở lọc dầu do Nhật Bản chiếm giữ tại Sumatra và Malaya.
Ngày 16 tháng 1 năm 1945, nó lên đường trong thành phần Hạm đội Thái Bình Dương, hoạt động ngoài khơi Okinawa và trong những cuộc bắn phá sau cùng xuống chính quốc Nhật Bản trước khi được cho rút trở về tiếp quản Hong Kong vào tháng 9.

### Hải quân Hoàng gia New Zealand
Sau khi Nhật Bản đầu hàng, Black Prince tiếp tục ở lại Viễn Đông, và nó được chuyển cho Hải quân Hoàng gia New Zealand vào ngày 25 tháng 5 năm 1946. Vào năm 1947, chiếc tàu tuần dương đi vào ụ tàu để hiện đại hóa, nhưng việc này bị hủy bỏ sau một loạt các cuộc binh biến vào tháng 4, có sự tham gia của thủy thủ trên chiếc Black Prince, vì Hải quân New Zealand không còn đủ nhân lực để vận hành nó. Black Prince được đưa về lực lượng dự bị; việc tái kích hoạt con tàu bắt đầu vào tháng 1 năm 1952, và nó tái hoạt động vào tháng 2 năm 1953. Chiếc tàu tuần dương lại được cho ngừng hoạt động vào tháng 8 năm 1955, và giao lại quyền kiểm soát cho Hải quân Hoàng gia Anh, vẫn trong tình trạng không được hiện đại hóa, vào ngày 1 tháng 4 năm 1961.
Nó được bán để tháo dỡ vào tháng 3 năm 1962, và được cho kéo từ Auckland vào ngày 5 tháng 4 để đi đến xưởng tháo dỡ của hãng Mitsui & Company tại Osaka, Nhật Bản bằng chiếc tàu kéo Benten Maru, đến nơi vào ngày 2 tháng 5 năm 1962.